# Tāwhiao
Tāwhiao (Orongokoekoea, 1822 circa – 26 agosto 1894) è stato re dei Māori dal 1860 al 1894.

## Biografia
Tūkāroto Matutaera Pōtatau Te Wherowhero Tāwhiao nacque intorno al 1822 ed era il figlio di Pōtatau Te Wherowhero, capo del popolo di Waikato, e di Whakaawi, la moglie principale.
Nel 1822 il popolo di Waikato, sconfitto dagli Ngāpuhi guidati da Hongi Hika perché armati di moschetto nella battaglia di Matakitaki, si ritirarono a Orongokoekoea Pa, in quello che oggi è il King Country. Vissero lì per diversi anni. Tāwhiao nacque a Orongokoekoea e prese il nome di Tūkāroto per commemorare, si dice, la posizione di suo padre a Matakitaki. Tūkāroto fu successivamente battezzato Matutaera (Matusalemme) dal missionario anglicano Robert Burrows ma ripudiò la fede cristiana nel 1867. Te Ua Haumēne, il profeta Hauhau, gli diede il nome Tāwhiao nel 1864. Tāwhiao fu cresciuto dai genitori della madre.
Nel 1858 suo padre fu proclamato re dei Māori e prese il nome Pōtatau. Lo scopo di questa nuova figura era quello di promuovere l'unità tra i Maori di fronte all'invasione dei Pākehā (i coloni bianchi). Quando Pōtatau morì, nel 1860, Tāwhiao, sua sorella Te Paea Tiaho e Wiremu Tamihana Tarapipipi di Ngāti Hauā furono candidati a succedergli. Tāwhiao fu scelto e regnò per trentaquattro anni, durante uno dei periodi più difficili e scoraggianti della storia dei Māori. In quegli anni in Nuova Zelanda c'erano de jure due governi: quello inglese all'interno degli insediamenti britannici e quello Maori nel resto del paese. L'influenza del re era tuttavia in gran parte limitata al Waikato e persino capi come Rewi Maniapoto collaborarono con il re solo quando gli andava bene. La popolazione dei Pākehā aumentava rapidamente mentre la popolazione di Maori era sconosciuta poiché non vi fu alcun censimento affidabile sul rapporto tra nativi e coloni per 80 anni. Poiché i Maori si separarono Pākehā, molti credevano, erroneamente, che la popolazione di nativi fosse in rapido declino. Questo fu anche il periodo in cui il potere industriale, commerciale e politico britannico era al suo apice. La presenza di uno Stato nativo indipendente nel centro dell'Isola del Nord fu ufficialmente ignorata dal governo fino a quando non sviluppò il potenziale per minare la sovranità del governo coloniale.
Nel 1863, dopo che i guerrieri Maniapoto tesero un'imboscata e uccisero dei soldati britannici lungo la spiaggia a New Plymouth, il governo attaccò il Movimento Reale Māori nel Waikato, per reprimerlo e rimuovere la minaccia di un presunto prossimo attacco ad Auckland. La terra conquistata fu confiscata per un totale complessivo di circa un milione di acri (4 000 km²). Sei mesi più tardi, con un cambio di governo, al re furono offerte grandi riserve che inizialmente rifiutò, ma che molto tempo dopo accettò.
Tāwhiao e il suo popolo si spostarono verso sud, nel territorio di Ngāti Maniapoto, l'area della Nuova Zelanda che è ancora conosciuta come King Country. Era un pacifista, o forse era semplicemente un realista che riconobbe l'inutilità di cercare di combattere il governo coloniale. Per i successivi vent'anni visse uno stile di vita itinerante, viaggiando tra la sua gente negli insediamenti di Taranaki e Maniapoto, ricordando loro che la guerra aveva sempre un prezzo e che questo era sempre più alto del previsto. Si considerava il capo consacrato di un popolo eletto che vagava nel deserto. Predisse tuttavia che il popolo Maori avrebbe trovato giustizia e riparazione per i torti subiti. Predicava che i Kingiti dovevano tenersi separati dai Pākehā. Era fortemente contrario che i bambini Maori andassero a scuola per ottenere un'istruzione. Di conseguenza, quando la ferrovia attraversò il territorio dei Kingiti, essi furono in grado di ottenere solo lavori non qualificati come lo sgombero dei cespugli. Questa forte posizione anti-educativa diede il via a una tradizione dei Kingiti che portò ad un crescente isolamento e ad un tenore di vita inferiore rispetto a quelli sperimentati dai nativi di altre parti della Nuova Zelanda. Solo dopo la fine del secolo i Kingiti furono persuasi ad abbandonare il loro odio per l'istruzione formale nelle scuole.
Nel 1878 il governo del premier George Gray avvicinò Tāwhiao con la proposta che alcune delle loro terre di Waikato sarebbero state ripristinate se avessero accettato l'integrazione del King Country con il resto della Nuova Zelanda. Su suggerimento del suo consiglio, Tāwhiao respinse l'offerta. Tuttavia la accettò tre anni dopo in una forma modificata.

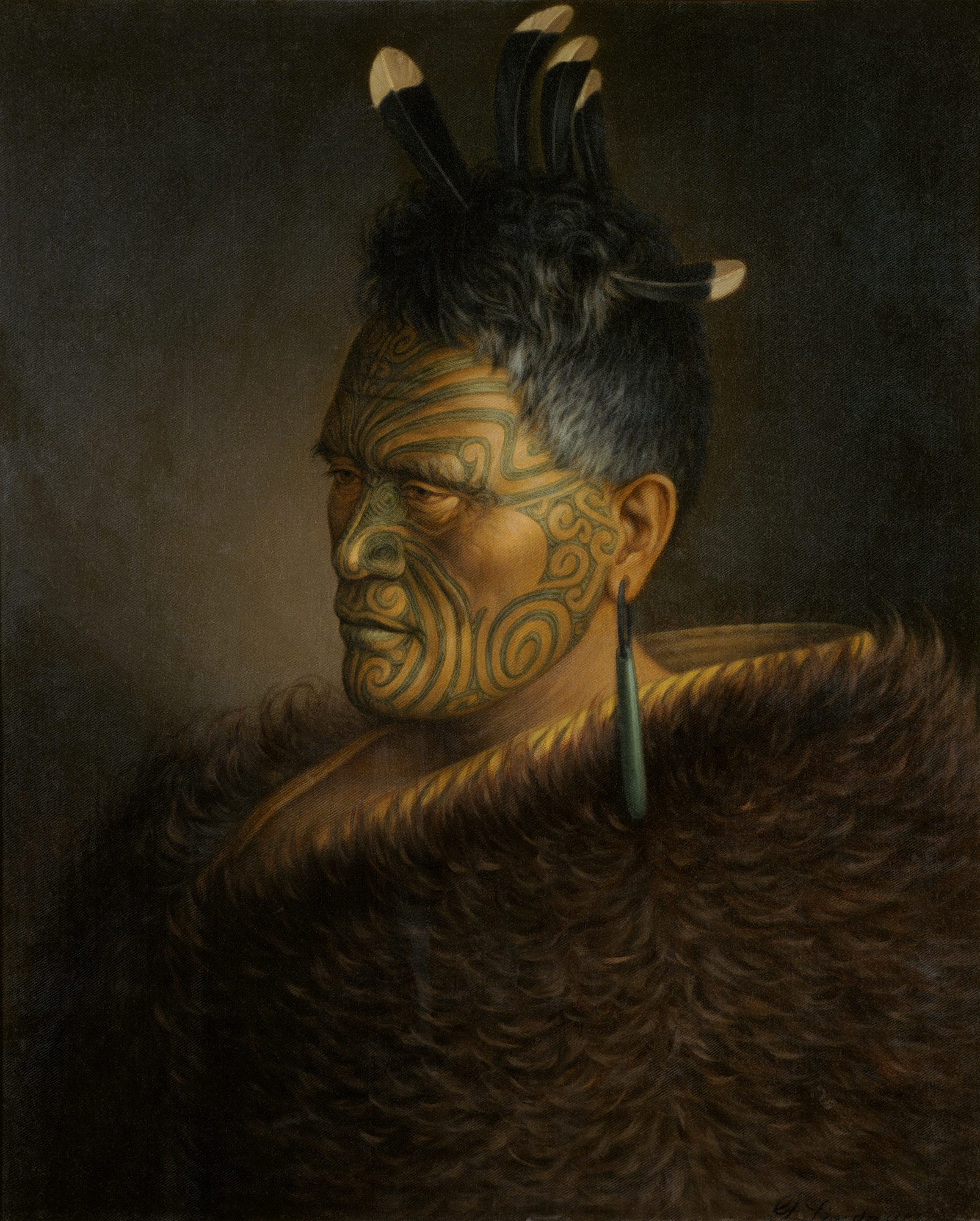
Re Tāwhiao raffigurato dall'artista Gottfried Lindauer nel 1885.

Agli inizi degli anni '80 già due petizioni che erano state portate al governo britannico dai nativi erano fallite. Nel 1884 i sostenitori del re rimasero solo in mille. Il re Tāwhiao andò in giro per l'Isola del Nord per raccogliere fondi. Questo fruttò 3 000 sterline. Ritirò inoltre tutti i fondi che erano stati depositati nella banca kingitanga dai molti nativi che avevano venduto le loro terre e si recò a Londra per incontrare la regina Vittoria per cercare di persuaderla a onorare il trattato tra i loro popoli. La petizione di Tāwhiao era diversa dalle precedenti che erano fallite. Non chiese niente di meno che l'autogoverno completo e separato del popolo Maori. Non incontrò lord Derby, segretario di Stato per le colonie, che affermò che si trattava di un problema della Nuova Zelanda. Ritornando in Nuova Zelanda, il premier Robert Stout, insistette sul fatto che tutti gli eventi accaduti prima del 1863 erano di competenza del governo imperiale. I depositanti della banca Māori videro il loro denaro sparire e pertanto decisero di razziare l'istituto alla ricerca del loro denaro. Non avendolo trovato, nel 1884 bruciarono la banca. Completamente disilluso, Tāwhiao tentò varie iniziative per promuovere l'indipendenza e il benessere della sua gente ma fu efficacemente emarginato. I suoi problemi non erano solo dovuti all'atteggiamento del governo della Nuova Zelanda. Il Movimento Reale Māori non aveva mai rappresentato tutto il popolo e perse il suo mana, il potere spirituale. I nativi divennero ancora più disuniti. Durante il resto della sua vita, Tāwhiao fu rispettato e persino considerato come re di molti dei popoli Maori e Pākehā. Non gli fu concessa alcuna influenza sugli eventi politici, poiché non aveva alcuna autorità legale.
Morì il 26 agosto 1894. Fu sepolto sul monte Taupiri. Gli succedette suo figlio Mahuta Tāwhiao.

## Connessione al mormonismo
La Chiesa di Gesù Cristo dei santi degli ultimi giorni è attiva in Nuova Zelanda dal 1867. Negli anni '80 del XIX secolo, un giornale di Wairarapa citava Tāwhiao come un sostenitore del mormonismo: "Un po' di tempo fa mi sono convertito alla fede mormone e ora ne tengo pienamente conto. Anche il mio popolo nel Nord è credente nel mormonismo ed è un mio desiderio che tutti i Māori dovrebbero essere di quella fede".
Sebbene la Chiesa mormone non ricordi che Tāwhiao sia stato battezzato, altri nativi si unirono a quella Chiesa basandosi su una profezia che affermarono che Tāwhiao fece nel 1860 - che messaggeri di Dio sarebbero venuti dal Mare di Kiwa (l'Oceano Pacifico), viaggiando in coppia e insegnando al popolo Maori nella loro lingua. Quando alcuni che ascoltarono la profezia di Tāwhiao osservarono coppie di missionari mormoni provenienti dagli Stati Uniti d'America che insegnavano in lingua māori, accettarono immediatamente il mormonismo.
Fu anche affermato da alcuni convertiti Maori che Tāwhiao predisse accuratamente il sito del tempio mormone di Hamilton, che fu costruito nel 1958.
C'è una piccola prova contemporanea diretta del fatto che Tāwhiao si fosse convertito al mormonismo. I resoconti ampiamente pubblicati della sua tangihanga (il funerale tradizionale) non menzionano il mormonismo ma parlano invece di sacerdoti nativi o tohunga. Ciò che è fuori dubbio, tuttavia, è che lui e altri leader nativi del tempo incontrarono i missionari.

## Famiglia
Tāwhiao ebbe figli da tre mogli e da altre donne. La sua consorte principale fu Hera, la figlia del suo consigliere Tāmati Ngāpora. Ebbero tre figli: Tiahuia, che sposò Te Tahuna Herangi e fu la madre di Te Puea Herangi; Mahuta, che succedette a Tāwhiao come re; e Te Wherowhero, che tenne la reggenza per qualche tempo. Le altre mogli di Tāwhiao erano Rangiaho (che gli diede due figli: Pokaia e Haunui) e Aotea, che gli diede Puahaere. Un certo numero di altri suoi figli non furono riconosciuti se non all'interno dell'hapū delle loro madri.